# Пирогов, Евгений Андреевич
Евгений Андреевич Пирогов — советский хозяйственный, государственный и политический деятель.

## Биография
Родился в 1921 году в Москве. Член КПСС.
Окончил Московский авиационный институт.
Участник Великой Отечественной войны
До 1965 — инженер-конструктор и партийный организатор в ОКБ имени Яковлева.
В 1965—1968 — первый секретарь Ленинградского районного комитета КПСС города Москвы.
В 1968—1973 — первый секретарь Фрунзенского районного комитета КПСС города Москвы.
В 1973—1987 — заместитель председателя Всесоюзного совета научных инженерно-технических обществ.
В 1987—1995 — заместитель Генерального конструктора ОКБ имени Яковлева по производству.
Делегат XXIII и XXIV съездов КПСС.
Умер в 2004 году в Москве. Похоронен в некрополе Донского монастыря.

## Награды
- Орден Отечественной войны II степени (08.07.1967)
- Почётная грамота Президиума Верховного Совета РСФСР (21.08.1981)